# サン・フェリーチェ・デル・モリーゼ
サン・フェリーチェ・デル・モリーゼ（イタリア語: San Felice del Molise）は、イタリア共和国モリーゼ州カンポバッソ県にある、人口約600人の基礎自治体（コムーネ）。

## 地理

### 位置・広がり

#### 隣接コムーネ
隣接するコムーネは以下の通り。括弧内のCHはキエーティ県所属を示す。
- アックアヴィーヴァ・コッレクローチェ
- カステルマウロ
- マファルダ
- モンテファルコーネ・ネル・サンニオ
- モンテミトロ
- モンテネーロ・ディ・ビザッチャ
- タヴェンナ
- トゥフィッロ (CH)